# Asha (zoroastrisme)
Pour les articles homonymes, voir Asha.
Asha (/ ɑːʃə /; aša) est le terme de la langue avestique (correspondant en langage védique à ṛta) pour un concept d'une importance capitale de la théologie et de la doctrine zoroastrienne. Dans le domaine moral, aša/arta représente ce qui a été appelé « le concept confessionnal décisif du zoroastrisme ». Le contraire de l'aša avestique est druj (mensonge).